# You Can't Do That
You Can't Do That is een lied dat werd geschreven door John Lennon en in 1964 werd uitgebracht op de B-kant van de single Can't Buy Me Love van de Britse popgroep The Beatles. Deze single behaalde wereldwijd de eerste plaats in de hitlijsten. In de Verenigde Staten werden in een week tijd meer dan 2.000.0000 exemplaren van de single verkocht, terwijl in Groot-Brittannië er al 1.000.000 exemplaren besteld werden voordat de single uitkwam. You Can't Do That werd ook uitgebracht op A Hard Day's Night, de soundtrack bij de eerste speelfilm van The Beatles. Een alternatieve versie van het nummer werd in 1995 ook uitgebracht op het verzamelalbum Anthology 1.

## Achtergrond

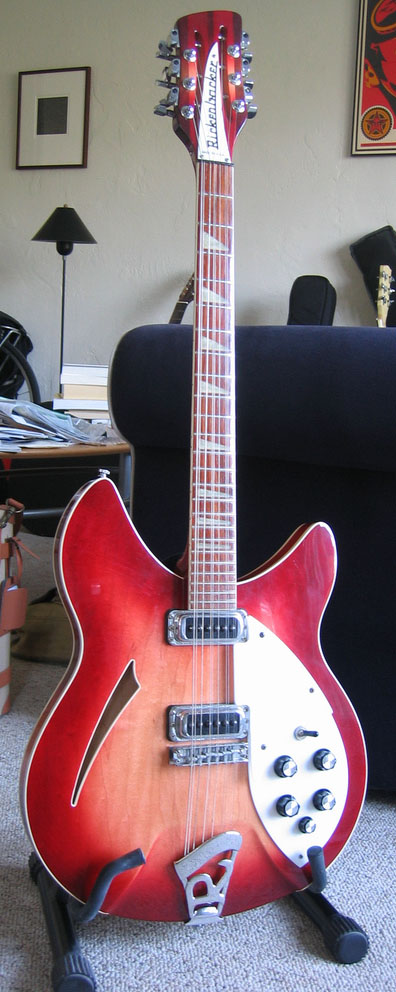
De Rickenbacker 360/12 werd door George Harrison bespeeld op You Can't Do That.

Zoals blijkt uit de liedtekst van You Can't Do That en diverse andere nummers zoals Norwegian Wood (This Bird Has Flown), Run for Your Life en Getting Better, kon John Lennon van tijd tot tijd erg bezitterig, jaloers en wreed zijn tegenover vrouwen. In de tekst schrijft Lennon bijvoorbeeld dat hij zijn vrouw weer heeft zien praten met een ander en dat als hij dat nog een keer ziet, dat hij haar dan zal verlaten. Lennon was dan ook in de periode dat hij You Can't Do That schreef ontevreden over zijn huwelijk met zijn toenmalige echtgenote Cynthia en hij had in die tijd verschillende buitenechtelijke relaties.
Muzikaal gezien was het nummer geïnspireerd door de R&B-muziek uit Memphis en door het werk van Wilson Pickett.

## Opnamen
Begin 1964 had George Harrison, toen The Beatles in de Verenigde Staten verbleven voor een optreden in de Ed Sullivan Show, een nieuwe 12-snarige Rickenbacker gitaar gekregen. Toen The Beatles op 25 februari in de Abbey Road Studios in Londen aan de opnamen voor You Can't Do That begonnen, gebruikte Harrison deze gitaar voor de eerste maal op een opname van The Beatles. Het geluid van deze gitaar zou prominent te horen zijn op het nieuwe album van The Beatles, A Hard Day's Night, en zou daarna ook een grote invloed hebben op folkrockartiesten, bijvoorbeeld The Byrds.
Op 25 februari namen The Beatles negen takes van het nummer op. De zesde take is te horen op het in 1995 uitgebrachte Anthology 1. The Beatles speelden naast hun gebruikelijke instrumenten ook nog op twee andere: Paul McCartney bespeelde een koebel en Ringo Starr speelde op bongo's. De gitaarsolo werd gespeeld door John Lennon, de eerste maal dat hij dat deed op een nummer van The Beatles.

## Release
You Can't Do That werd op 16 en 20 maart in respectievelijk de Verenigde Staten en Engeland uitgebracht op de B-kant van Can't Buy Me Love. Het nummer verscheen ook op de Engelse versie van het album A Hard Day's Night, maar niet op de Amerikaanse versie.

## Credits
- John Lennon - zang, leadgitaar
- Paul McCartney - achtergrondzang, basgitaar, koebel
- George Harrison - achtergrondzang, slaggitaar
- Ringo Starr - drums, bongo's

## Coverversies
You Can't Do That is een aantal malen gecoverd:
- Booker T. & the M.G.'s als bonustrack op de heruitgave uit 2011 van hun album McLemore Avenue uit 1970. Dit is een instrumentale versie.
- Harry Nilsson op zijn eerste studio-album Pandemonium Shadow Show uit 1967. Het nummer kwam ook uit op single.
- The Smithereens op het album B-Sides The Beatles uit 2008, met covers van B-kanten van Beatlesplaten.
- The Supremes op hun album A Bit of Liverpool uit 1964.
- Vanilla Fudge als bonustrack op de heruitgave uit 1990 van hun album The Beat Goes On van 1968.
- New Adventures met het 4e nummer op hun debuutalbum New Adventures van 1980